# Моффитт, Пегги
Маргарет Энн Моффитт (англ. Margaret Anne Moffitt, известна как Пегги Моффитт, англ. Peggy Moffitt; 14 мая 1940 или 2 октября 1937, Лос-Анджелес, Калифорния — 10 августа 2024, Беверли-Хиллз, Калифорния) — американская фотомодель и актриса. Достигла популярности в 1960-х благодаря яркому необычному стилю и работе с модельером Руди Гернрайхом.

## Биография
Маргарет Энн родилась в 1940 году в семье сценариста Джека Моффитта. Изучала актёрское мастерство в Нью-Йорке. С 1950-х годов Мофитт начала карьеру модели в Европе. В 1955 году появилась в фильме «Нельзя быть слишком молодым» без упоминания в титрах. Позднее она снялась в ещё нескольких фильмах и телесериалах 1950-х и 1960-х годов в эпизодических или второстепенных ролях.
В 1960 году Моффитт вышла замуж за фотографа Уильяма Клэкстона. В браке родился сын Кристофер (род. 1973).
В 1960-х Моффитт разработала собственный узнаваемый стиль, включавший яркий макияж, накладные ресницы и пятиугольную асимметричную стрижку, придуманную парикмахером Видалом Сассуном. Этот образ стал иконой стиля 1960-х. Моффитт работала со своим мужем и модельером Руди Гернрайхом. Её называли музой Гернрайха. Гернрайх представил модель монокини, купальника топлес. Моффитт стала первой моделью, снявшейся в монокини. Её фотография с обнажённой грудью появилась на обложке журнала Women's Wear Daily в июне 1964 года. Снимок облетел весь мир и стал символом крайностей моды 1960-х. Позже Моффитт прокомментировала: «Это было политическое заявление. Монокини не предназначалось для ношения на публике».
Гернрайх скончался в 1985 году. Моффитт получила в наследство права на все творения модельера. В 1991 году они с мужем опубликовали книгу о творчестве Гернрайха. Моффитт овдовела в 2008 году. В 2012 году в Музее современного искусства в Лос-Анджелесе прошла выставка творчества Гернрайха, Клэкстона и Моффитт. В 2016 году Моффитт запустила собственный лейбл одежды для отдыха с дизайнером Эвелиной Галли.
Умерла 10 августа 2024 года в Беверли-Хиллз в возрасте 86 лет от осложнений деменции.

## Фильмография
| Год  |   | Русское название            | Оригинальное название        | Роль                     |
| ---- | - | --------------------------- | ---------------------------- | ------------------------ |
| 1955 | ф | Нельзя быть слишком молодым | You're Never Too Young       | Агнес                    |
| 1956 | ф | Встречай меня в Лас-Вегасе  | Meet Me in Las Vegas         | шоугёл                   |
| 1956 | ф | Птицы и пчелы               | The Birds and the Bees       | Пенни                    |
| 1959 | ф | Поднять перископ            | Up Periscope                 | девушка с проигрывателем |
| 1959 | ф | Девчачий город              | Girls Town                   | Фло                      |
| 1960 | с | Театр «Goodyear»            | Goodyear Theatre             | Дуди Чарлз               |
| 1960 | с | Театр Алкоа                 | Alcoa Theatre                | Дуди Чарлз               |
| 1964 | с | Час Альфреда Хичкока        | The Alfred Hitchcock Hour    | Робин Раз                |
| 1966 | ф | Кто вы, Полли Магу?         | Qui êtes-vous, Polly Maggoo? | модель                   |
| 1966 | ф | Фотоувеличение              | Blowup                       | модель                   |